# 영비 곽씨
영비 곽씨(寧妃 郭氏, ? ~ ?)는 명 태조 주원장(홍무제)의 후궁이다. 아버지 곽산보(郭山甫)는 호주 또는 임회 사람으로, 사람의 관상을 잘 보는 자였다.

## 가계
- 아버지 : 곽산보(郭山甫)
  - 오빠 : 곽흥
  - 오빠 : 곽영
  - 오빠 : 곽덕성
  - 본인 : 영비 곽씨
  - 남편 : 명 태조 주원장(홍무제)
    - 아들 : 노강왕 주단